# کیوداگ انترتینمنت
کیوداگ اینترتینمنت (انگلیسی: Cavedog Entertainment) شرکت بازی ویدئویی آمریکایی است، که در سال ۱۹۹۵ توسط رون گیلبرت تأسیس شد.